# Jane A. Cauley
Jane A. Cauley es profesora distinguida en el Departamento de Epidemiología y decana adjunta de investigación en la Universidad de Pittsburgh.

## Educación
Cauley recibió un bachillerato en Ciencias en Enfermería del Boston College en 1975. Luego  obtuvo un máster en epidemiología/enfermería de Salud Pública en la Universidad de Pittsburgh en 1980 y un doctorado en Epidemiología en 1983.

## Carrera
Cauley ha estado involucrada en la salud de la mujer durante más de 25 años y es la Investigadora Principal de estudios de cohorte, como el Estudio de la Fractura Osteoporótica (SOF) y el Riesgo de Fractura Osteoporótica en Hombres Mayores (MrOS). Ha hecho mejoras en la comprensión de la osteoporosis en hombres y mujeres, fue coinvestigadora de la Iniciativa de Salud de la Mujer. Actualmente es Coinvestigadora para el Estudio de la Salud de la Mujer a través de la Nación (SWAN) para mujeres en transición de la vida media a la edad avanzada, con énfasis particular en la salud esquelética, la función física y los cambios en la composición corporal, y una investigadora principal de una SWAN que examina medidas novedosas de la fuerza de la cadera.

## Áreas de investigación
Los intereses de investigación de Cauley se centran en la epidemiología de la osteoporosis, el tratamiento y sus consecuencias. También interesada en el cáncer de mama por lo trabajó en el Grupo de Redacción de la Sociedad Americana de Oncología Clínica, sobre el uso de bifosfonatos en mujeres con cáncer de mama. Se centró también en la salud de la mujer y envejecimiento, las caídas, la interacción entre endógena y exógena de hormonas, factores de riesgo, inflamación, y resultados de la enfermedad, examinando a la vez los cambios físicos y psicológicos en las mujeres posmenopáusicas.

## Premios recibidos
- 1986  NHLBI, FIRST Award: Epidemiology of Apo-Lipoprotein in Older Women (HL40489)
- 1990 Public Health Honor Society, Delta Omega Society
- 1996  American Epidemiological Society Miembro
- 2002  Pittsburgh Post-Gazette: 1 of 12 scientists chosen as making a difference in your health
- 2003  American Society for Bone & Mineral Research (ASMBR), Miembro electo del Consejo
- 2004  University of Pittsburgh, Graduate School of Public Health, (GSPH)  Distinguished Alumni Award
- 2004  University of Pittsburgh, GSPH, President, Faculty Senate Executive Committee
- 2011  University of Pittsburgh, Provost’s Award for Excellence in Mentoring
- 2011  ASBMR, Frederic C. Bartter Award
- 2014  SmithBucklin Leadership Institute, Miembro
- 2014  European Calcified Tissue Society, Golden Femur Award
- 2014  Reuters Influential Scientists, The World’s Most Influential Scientific Minds
- 2016  Presidenta de American Society for Bone and Mineral Research[4]

## Obras
- Cauley, JA (marzo de 2012). «Bone loss associated with prevention of breast cancer». The Lancet. Oncology 13 (3): 221-2. PMID 22318094. doi:10.1016/S1470-2045(12)70030-X.
- Farhat, GN; Parimi, N; Chlebowski, RT; Manson, JE; Anderson, G; Huang, AJ; Vittinghoff, E; Lee, JS; Lacroix, AZ; Cauley, JA; Jackson, R; Grady, D; Lane, DS; Phillips, L; Simon, MS; Cummings, SR (2 de octubre de 2013). «Sex hormone levels and risk of breast cancer with estrogen plus progestin.». Journal of the National Cancer Institute 105 (19): 1496-503. PMC 3787910. PMID 24041978. doi:10.1093/jnci/djt243.
- Cauley, JA; Chlebowski, RT; Wactawski-Wende, J; Robbins, JA; Rodabough, RJ; Chen, Z; Johnson, KC; O'Sullivan, MJ; Jackson, RD; Manson, JE (noviembre de 2013). «Calcium plus vitamin D supplementation and health outcomes five years after active intervention ended: the Women's Health Initiative». Journal of Women's Health 22 (11): 915-29. PMC 3882746. PMID 24131320. doi:10.1089/jwh.2013.4270.
- Orchard, TS; Larson, JC; Alghothani, N; Bout-Tabaku, S; Cauley, JA; Chen, Z; LaCroix, AZ; Wactawski-Wende, J et al. (abril de 2014). «Magnesium intake, bone mineral density, and fractures: results from the Women's Health Initiative Observational Study». The American Journal of Clinical Nutrition 99 (4): 926-33. PMC 3953885. PMID 24500155. doi:10.3945/ajcn.113.067488.
- Cauley, JA; Chalhoub, D; Kassem, AM; Fuleihan, Gel-H (junio de 2014). «Geographic and ethnic disparities in osteoporotic fractures». Nature Reviews. Endocrinology 10 (6): 338-51. PMID 24751883. doi:10.1038/nrendo.2014.51.
- Hue, TF; Cummings, SR; Cauley, JA; Bauer, DC; Ensrud, KE; Barrett-Connor, E; Black, DM (octubre de 2014). «Effect of bisphosphonate use on risk of postmenopausal breast cancer: results from the randomized clinical trials of alendronate and zoledronic acid». JAMA Internal Medicine 174 (10): 1550-7. PMC 4398333. PMID 25111880. doi:10.1001/jamainternmed.2014.3634.